# Фагд Яссем аль-Фреїдж
Фагд Яссем аль-Фреїдж (нар. 1 січня 1950, м. Хама)  — міністр оборони Сирії (з 18 липня 2012 року).
8 серпня 2011 призначений начальником штабу Збройних сил Сирії під час сирійського повстання. До цього призначення командував силами спеціального призначення сирійської армії в мухафазах Дер'а, Ідліб і Хама. У лютому 2012 року повідомлялося, що влада Фагд Яссем аль-Фреїджі обмежується найближчим оточенням Башара аль-Асада. 18 липня 2012, після того, як міністр оборони Дауд Раджиха був вбитий в результаті теракту, Фагд Яссем аль-Фреїдж призначений президентом Башаром Асадом на посаду міністра оборони, а також призначено заступником головнокомандувача армією.